# سمیح کاپلان‌اوغلو
سمیح کاپلان‌اوغلو (انگلیسی: Semih Kaplanoğlu؛ زادهٔ ۴ آوریل ۱۹۶۳) کارگردان، فیلم‌نامه‌نویس و تهیه‌کننده اهل ترکیه است.
فیلمِ عسلِ او در شصتمین دورهٔ جشنوارهٔ فیلم برلین، موفق به کسب جایزهٔ خرس طلایی بهترین فیلم سال ۲۰۱۰ شد.
سمیح کاپلان‌اوغلو در گفتگو با خبرگزاری آناتولی، از عباس کیارستمی کارگردان سرشناس ایرانی، به‌عنوان منبع الهام خود یاد کرد.

## حرفه
سمیح کاپلان‌اوغلو فعالیت‌های سینمایی خود را از سال ۱۹۸۶ با دستیاری فیلم‌برداری دو فیلم مستند آغاز کرد. او در سال ۱۹۹۴ نویسندگی و کارگردانی را در یک مجموعه تلویزیونی تجربه کرد. کاپلان‌اوغلو در سال ۲۰۰۱ با نخستین فیلم بلند خود با نام دور از خانه، جایزه بهترین کارگردانی جشنواره بین‌المللی فیلم سنگاپور را به دست آورد.
او با دومین فیلم بلند خود با نام سقوط فرشته به جشنواره فیلم برلین ۲۰۰۵ راه یافت. او در فاصله سال‌های ۲۰۰۷ تا ۲۰۱۰ سه‌گانه «یوسف» را تهیه و کارگردانی کرد. اولین فیلم این سه گانه با نام تخم‌مرغ (۲۰۰۷) در جشنواره فیلم کن به نمایش درآمد و در جشنواره‌های فجر، والدیویا و بانکوک جوایز بهترین کارگردانی را نصیب کاپلان‌اوغلو کرد. دومین فیلم این تریلوژی، شیر (۲۰۰۸) در جشنواره فیلم ونیز نمایش داده شد و سومین فیلم، عسل جایزه خرس طلایی شصتمین جشنواره فیلم برلین را برد.

## فیلم‌شناسی
| سال  | عنوان       | کارگردان | نویسنده | تهیه‌کننده | تدوین |
| ---- | ----------- | -------- | ------- | --------- | ----- |
| ۲۰۰۱ | دور از خانه | آری      | نه      | نه        | نه    |
| ۲۰۰۵ | سقوط فرشته  | آری      | آری     | آری       | آری   |
| ۲۰۰۷ | تخم‌مرغ      | آری      | آری     | آری       | آری   |
| ۲۰۰۸ | شیر         | آری      | آری     | آری       | نه    |
| ۲۰۱۰ | عسل         | آری      | آری     | آری       | آری   |
| ۲۰۱۶ | گندم        | آری      | آری     | آری       | نه    |
| ۲۰۱۹ | متعهد       | آری      | نه      | نه        | نه    |
| ۲۰۲۱ | حسن متعهد   | آری      | نه      | نه        | نه    |